# Gytha Thorkelsdóttir
Gytha Thorkelsdóttir (norrønt: Gyða Þorkelsdóttir; født ca. 997, død ca. 1069) var en dansk adelskvinde som blev gift ind i hvad som blev den mægtige adelsfamilie i angelsaksiske England, hvor hun blev mor til en konge og en dronning.

## Liv og virke
Gyda var datter af Torgil Sprakling og barnebarn af Bjørn, søster til Ulf jarl, gift med Estrid Svendsdatter en søster til Knud den Store. Hun var også søster til Eilaf, som Knud gav et jarledømme i England. Gyda blev gift med den angelsaksiske Godwin af Wessex (1001–1053) af beskeden herkomst, men som kong Knud stolede på, voksede han i magt til at blive en af de mest magtfulde jarler i England.
De fik en stor familie sammen. Fem af deres sønner blev jarler ved et eller flere tidspunkter, tre af dem var jarler i 1066. Hun blev mor til kong Harald Godwinson af England, og Edith af Wessex, dronning af England som hustru til kong Edvard Bekenderen.
To af hendes sønner, Harald og Tostig (Toste i norsk tradition), mødte hinanden som modstandere i Slaget ved Stamford Bridge i 1066, hvor Tostig blev dræbt. Mindre end en måned senere blev tre af hendes sønner, Harald, Gyrth, og Leofwine, alle dræbt i slaget ved Hastings.
Kort tid efter slaget ved Hastings boede Gyda i Exeter, og det er mulig at hun var årsagen til at byen gjorde oprør mod Vilhelm Erobreren i 1067. Det førte til, at han forlod byen under belejring. Hun tryglede Vilhelm om at få udlevet Haralds lig for at få gravlagt ham, men Vilhelm afviste hende. I henhold til Den angelsaksiske krønike forlod Gyda England kort tid efter den normanniske erobring sammen med hustruene eller enkerne fra andre fremtrædende angelsaksere. Alle ejendommene til familien til hende og Godwin blev konfiskeret af Vilhelm. Det er kun lidt, der er kendt om Gydas liv efter denne tid, men det antages, at hun drog til Danmark, hvor hun havde slægtninge.
Hendes yngste, og eneste overlevende søn, Wulfnoth, levede næsten hele sit liv i fangenskab i Normandiet, indtil Vilhelm Erobreren døde i 1087. Hendes ældste datter, Edith, havde fortsat en del magt i navnet som enke efter kong Edvard Bekenderen.

## Børn
- Svein Godwinson, jarl af Herefordshire, (ca. 1020 - 1052)
- Harold Godwinson, (ca. 1022 – 14. oktober 1066), konge af England
- Edith af Wessex, (ca. 1025 - 19. december 1075), gift med Edvard Bekenderen, dronning af England
- Tostig Godwinson, jarl af Northumbria (ca. 1026 – 25. september 1066)
- Gyrth Godwinson, (ca. 1030 – 14. oktober 1066)
- Gunhild(a) af Wessex, (ca. 1035–1080), gik i kloster og blev nonne
- Leofwine Godwinson, jarl af Kent (c. 1035 – 14. oktober 1066)
- Ælfgifu af Wessex, (ca. 1035)
- Wulfnoth Godwinson, (ca. 1040–1094)

## Anetavle
Anetavle for Gytha Thorkelsdóttir
|                       |                     |  |       |            |  | 4Bjørn |
|                       |                     |  |       |            |  |        |
|                       | ²Thorgils Sprakeleg |  |       |            |  |        |
|                       |                     |  |       |            |  |        |
|                       |                     |  |       | 5N.N.      |  |        |
|                       |                     |  |       |            |  |        |
| 1Gytha Thorkelsdóttir |                     |  |       |            |  |        |
|                       |                     |  |       |            |  |        |
|                       |                     |  | 6N.N. |            |  |        |
|                       |                     |  |       |            |  |        |
|                       | 3N.N.               |  |       |            |  |        |
|                       |                     |  |       |            |  |        |
|                       |                     |  |       | 7(Gytha) ? |  |        |
|                       |                     |  |       |            |  |        |